# Верхняя Заболоть
Верхняя Заболоть — деревня в Курском районе Курской области России. Входит в состав Нижнемедведицкого сельсовета.

## География
Деревня находится в центральной части Курской области, в пределах южной части Среднерусской возвышенности, в лесостепной зоне, к западу от автодороги М2, на расстоянии примерно 18 километров (по прямой) к северо-западу от города Курска, административного центра района и области. Абсолютная высота — 213 метров над уровнем моря.

### Климат
Климат характеризуется как умеренно континентальный, с относительно жарким летом и умеренно холодной зимой. Среднегодовая температура воздуха — 5,5 °С. Средняя температура воздуха самого тёплого месяца (июля) — 18,7 °C (абсолютный максимум — 37 °С); самого холодного (января) — −9,3 °C (абсолютный минимум — −35 °С). Безморозный период длится около 152 дней. Среднегодовое количество атмосферных осадков составляет 587 мм, из которых 375 мм выпадает в период с апреля по октябрь. Снежный покров образуется в первой декаде декабря и держится в среднем 125 дней.

### Часовой пояс
Деревня Верхняя Заболоть, как и вся Курская область, находится в часовой зоне МСК (московское время). Смещение применяемого времени относительно UTC составляет +3:00.

## Население
| 2002 | 2010 |
| ---- | ---- |
| 52   | ↘28  |

### Половой состав
По данным Всероссийской переписи населения 2010 года в половой структуре населения мужчины составляли 60,7 %, женщины — соответственно 39,3 %.

### Национальный состав
Согласно результатам переписи 2002 года, в национальной структуре населения русские составляли 100 %.

## Инфраструктура
Личное подсобное хозяйство. В деревне 45 домов.

## Транспорт
Верхняя Заболоть находится в 3 км от автодороги федерального значения М2 «Крым» (часть европейского маршрута E 105), в 3 км от автодороги межмуниципального значения 38Н-226 (М-2 «Крым» — Нижняя Заболоть), в 24 км от ближайшего ж/д остановочного пункта Букреевка (линия Орёл — Курск).
В 148 км от аэропорта имени В. Г. Шухова (недалеко от Белгорода).